# Perturbation occidentale
Une perturbation occidentale est une tempête extratropicale originaire de la région méditerranéenne qui apporte des pluies hivernales soudaines dans les parties nord du sous-continent indien qui s'étend à l'est jusqu'aux parties nord du Bangladesh et du sud-est du Népal.
Dans le cas du sous-continent indien, l'humidité est évacuée sous forme de pluie ou de neige lorsque le système rencontre l'Himalaya. Les perturbations occidentales sont plus fréquentes et plus fortes en hiver. Elles sont importantes pour le développement de la culture rabi, dont le blé est une part importante,.

## Formation

Une perturbation occidentale se déplaçant vers l'est vers le sous-continent indien. Il peut être vu comme une nappe nuageuse provenant de la mer Noire, progressant vers l'est par la suite.

Le composant principal de ces tempêtes extratropicales est l'humidité transportée dans la haute atmosphère et dynamiquement condensée, contrairement à leurs homologues tropicales où l'humidité est provient de la basse atmosphère et condensée par convection profonde. Il s'agit donc d'un régime de précipitations non lié à la mousson entraîné par les vents d'ouest. L'humidité de ces tempêtes provient généralement de la mer Méditerranée, de la mer Caspienne et de la mer Noire,.
Une zone anticyclonique sur l'Ukraine et ses environs s'intensifie, provoquant l'intrusion d'air froid des régions polaires vers une zone d'air relativement plus chaud avec une humidité élevée. Cela génère des conditions favorables à la cyclogenèse dans la haute atmosphère, ce qui favorise la formation d'une dépression extratropicale se déplaçant vers l'Est. Ces perturbations se déplacent vers le sous-continent indien à des vitesses pouvant aller jusqu'à 12 m/s (43 km/h) jusqu'à ce que l'Himalaya inhibe son développement et l'affaiblisse rapidement. Les perturbations occidentales se déplacent sous le courant-jet d'ouest subtropical des latitudes moyennes.

## Ampleur et conséquences

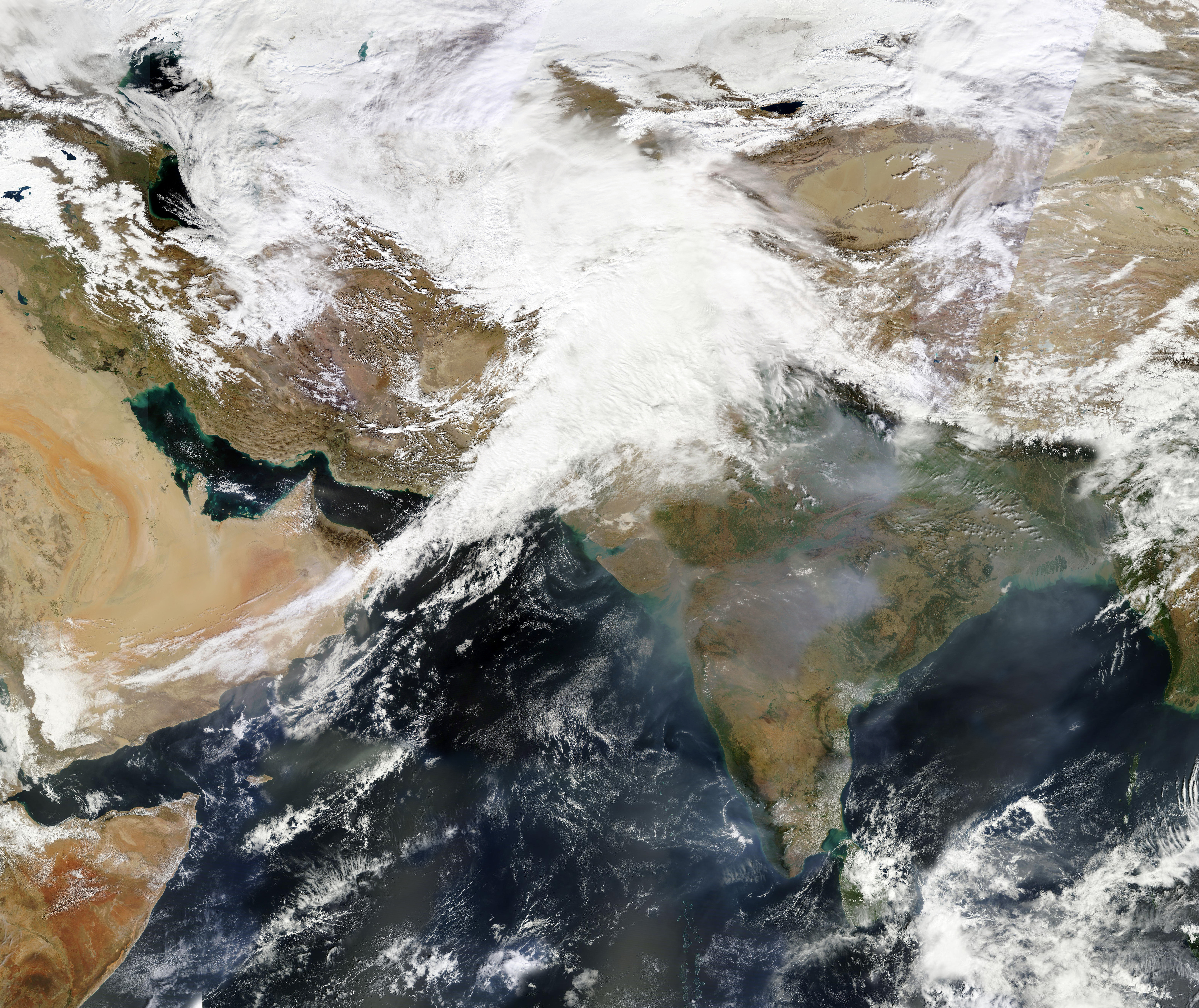
Une forte perturbation occidentale affectant les parties nord du sous-continent indien en février 2013. De telles perturbations apportent une quantité substantielle de précipitations et constituent une menace pour les vies et les biens.

Les perturbations occidentales, en particulier celles en hiver, apportent des pluies d'intensité modérée à forte à basse altitude et de la neige abondante en montagnes dans le sous-continent indien. Elles sont à l'origine de la plupart des précipitations hivernales et post-mousson dans le nord-ouest de l'Inde. Les précipitations pendant la saison hivernale ont une grande importance dans l'agriculture, en particulier pour les cultures rabi. Parmi celles-ci, le blé est l'une des cultures les plus importantes, ce qui contribue à assurer la sécurité alimentaire de l'Inde,. En moyenne, quatre à cinq perturbations occidentales se forment pendant la saison hivernale. La distribution et la quantité des précipitations varient avec chaque événement.
Les perturbations occidentales sont généralement associées à un ciel nuageux, des températures nocturnes plus élevées et des pluies inhabituelles. Les précipitations excessives dues à ce phénomène peuvent causer des dommages aux cultures, des glissements de terrain, des inondations et des avalanches. Au-dessus des plaines indo-gangétiques, elles sont parfois suivies par des conditions de vague de froid et de brouillard dense qui restent stables jusqu'à la prochaine perturbation. Lorsque ces systèmes se déplacent dans le nord-ouest de l'Inde avant le début de la mousson, une progression temporaire du courant de mousson apparaît dans la région.
Les perturbations occidentales les plus fortes se produisent généralement dans les régions du nord du Pakistan où des inondations sont signalées un certain nombre de fois pendant la saison hivernale.

## Effets sur la mousson
Les perturbations occidentales commencent à diminuer en nombre après l'hiver. Pendant les mois d'avril et de mai, elles traversent le nord de l'Inde suivant une trajectoire d'ouest en est ce qui entraîne une augmentation de la pression et la formation d'un bassin d'air froid. Le courant de mousson du sud-ouest, quant à lui, progresse généralement d'est en ouest dans le nord de l'Himalaya. La rencontre des deux, contribue à l'activation de la mousson dans certaines parties du nord-ouest de l'Inde. Les perturbations provoquent également des précipitations avant la mousson, en particulier dans le nord de l'Inde
L'interaction du creux barométrique de mousson avec les perturbations occidentales peut parfois provoquer une couverture nuageuse épaisse et de fortes précipitations. Les inondations de 2013 en Inde du Nord, qui ont tué plus de 5 000 personnes en 3 jours, seraient le résultat d'une de ces interactions.

## Voir également
- Cyclones tropicaux